# 송옥
송옥(宋玉, 기원전 3세기)은 중국 고대의 시인으로 굴원의 초사의 후계자이다. 《한서예문지(漢書藝文志)》에는 16편의 작품이 있었다고 하나 지금은 14편이 전해지고 있다. 그중 <구변(九辯)>만이 확실히 그의 작품이다. 세상의 쇠망과 자신의 불우함을 탄식하고, 가을의 쓸쓸함을 슬퍼하는 구절이 있는데, 굴원과 같은 절실함이 없다. 오히려 초나라 양왕과 운몽의 신녀와의 밀회를 노래한 <고당부>, <신녀부>가 유명한데, 이것은 송옥보다 후대의 작인 것 같다. 그러나 후세에는 '운우지정(雲雨之情)'(남녀의 밀회)이라는 성어(成語)가 되어, 송옥은 색정적인 서정작가로서 지목받게 되었다.

## 같이 보기
- 부 (문학)
- 유안 (회남왕)
- 유향 (전한)
- 굴원
- 왕일